# توم كاي
توم كاي (1 نوفمبر 1892 في المملكة المتحدة - 1940) (بالإنجليزية: Tom Kay)‏ هو لاعب كرة قدم بريطاني (وحمل سابقاً جنسية المملكة المتحدة لبريطانيا العظمى وأيرلندا) في مركز حراسة المرمى. لعب مع بولتون واندررز وستوك سيتي.